# Saarinen (sjö i Norra Savolax, lat 63,53, long 28,52)
Saarinen är en sjö i Finland. Den ligger i kommunen Rautavaara i landskapet Norra Savolax, i den centrala delen av landet, 400 km nordost om huvudstaden Helsingfors. Saarinen ligger 174,7 meter över havet. Den är 7,66 meter djup. Arean är 1,56 kvadratkilometer och strandlinjen är 8,27 kilometer lång. Sjön  ingår i Vuoksens huvudavrinningsområde.   I omgivningarna runt Saarinen växer i huvudsak blandskog.